# Billy Turf het dikste studentje ter wereld
Billy Turf het dikste studentje ter wereld is een Nederlandse film van Henk van der Linden uit 1978. De film is gebaseerd op de stripverhalen over Billie Turf. De hoofdrol werd gespeeld door Tom Janssen. De film werd opgenomen in Zuid-Limburg, in de omgeving van Schinnen. In de film komen een aantal slapstickachtige achtervolgingen voor.

## Verhaal
Billy Turf zit op een internaat. Hij is dik en houdt erg van taartjes. Verder is hij lui en niet geïnteresseerd in zijn schoolwerk. Omdat Billy en zijn vriendje Dolfie slechte cijfers hebben gehaald, moeten ze tijdens de zomervakantie op het internaat blijven. Ze worden in de vakantie onderwezen door meester Kwel, de meester waarmee Billy de meeste problemen heeft. Meester Kwel vertelt zijn leerlingen dat hij een pil heeft uitgevonden die water in benzine doet veranderen.
De crimineel Ali Kabaal wil in het bezit van deze uitvinding komen. Daartoe geeft hij Janus en Blinkie de opdracht om een van de kinderen op het internaat te ontvoeren. Ondertussen is het nichtje van de directeur, Jossie, op het internaat komen logeren. Zij wordt gekidnapt door de criminelen. Kwel geeft de plannen van zijn uitvinding aan de criminelen en krijgt 10.000 gulden om te voorkomen dat hij naar de politie zal gaan. Billy heeft zich echter bij de overdracht van de papieren in de auto van de criminelen verstopt. Hij gaat mee naar de plaats waar Jossie gevangen wordt gehouden. Na een achtervolging weten Jossie en Billy te ontkomen en de plannen voor de uitvinding mee te nemen.
Kwel heeft intussen aan de directeur verteld dat zijn uitvinding niets waard blijkt te zijn; door de pil wordt de motor van een auto onherstelbaar beschadigd. Als Billy en Jossie terugkomen op school worden daar Kwel en de directeur door Ali Kabaal onder schot gehouden. Ali Kabaal eist de plannen op en steekt ze in brand omdat de uitvinding te veel mensen zou ruïneren. Het geld blijft echter bij Kwel. Het feit dat Kwel 10.000 gulden voor een waardeloze uitvinding heeft gekregen wordt gevierd met een feestje.

## Rolverdeling
| Acteur             | Personage  |
| ------------------ | ---------- |
| Tom Janssen        | Billy Turf |
| Richard Vroomen    | Dolfie     |
| Jan Kruyk          | Kwel       |
| Frans Keulen       | Directeur  |
| Hub Consten        | Janus      |
| Cor van der Linden | Blinkie    |
| Jos van der Linden | Jossie     |
| Simon van de Ende  | Ali Kabaal |